# Symbolia loewi
Symbolia loewi är en tvåvingeart som först beskrevs av Aldrich 1901.  Symbolia loewi ingår i släktet Symbolia och familjen styltflugor. Inga underarter finns listade i Catalogue of Life.